# Libantè
Libantè är ett arrondissement i kommunen Ségbana i Benin. Den hade 10 365 invånare år 2002.